# Lista de prefeitos de Teresópolis
Essa é a lista de prefeitos de Teresópolis, município brasileiro no interior do estado do Rio de Janeiro, que ocuparam o cargo da administração municipal como prefeitos titulares, além de prefeitos eleitos cuja posse foi em algum momento prevista pela legislação vigente. Apesar de Teresópolis ter se emancipado do município de Magé em 6 de julho de 1891, a prefeitura só foi criada 22 anos depois, em 2 de maio de 1913, por ato do governador Oliveira Botelho. Durante este período, a administração municipal era feita pelo chefe do poder legislativo.
O engenheiro Benjamin do Monte é o primeiro prefeito de Teresópolis, nomeado para o cargo de forma indireta pelo governador Oliveira Botelho. O primeiro prefeito eleito por voto é Sebastião Teixeira, que na Eleição Municipal de 1922 recebeu 590 votos. Desde então, os prefeitos eram ora nomeados por interventores estaduais, ora eleitos por votos populares. Teresópolis só conquistou sua regularidade eleitoral em 1947, elegendo diretamente o chefe do executivo, conforme previa a Constituição de 1946. O cargo de vice-prefeito foi inaugurado em 31 de janeiro de 1954, tendo Osvaldo Pereira de Oliveira como o primeiro ocupante. Até 1976 as candidaturas de prefeito e vice eram feitas separadamente. Pedro Jahara e Luiz Barbosa foram os primeiros prefeito e vice eleitos de forma conjunta, algo que se perdura até os dias atuais.
A administração municipal se dá pelos Poderes Executivo e Legislativo, sendo o primeiro representado pelo prefeito e seu gabinete de secretários, em conformidade ao modelo proposto pela Constituição Federal. Mário de Oliveira Tricano foi quem permaneceu na chefia da prefeitura por mais tempo, em um total de 12 anos ao longo de cinco mandatos não consecutivos. O atual ocupante do cargo é Vinicius Claussen, do Partido Social Cristão (PSC), eleito em 3 de junho de 2018 na Eleição Suplementar e reeleito em 15 de novembro de 2020 na Eleição Municipal.

## Antecedentes

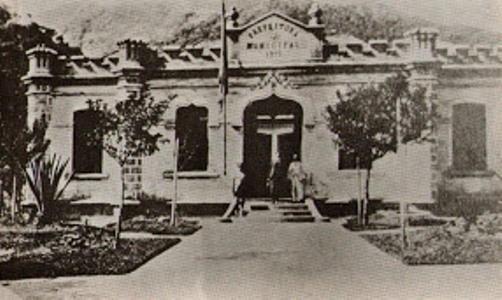
Fachada principal da Prefeitura de Teresópolis em 1917.

Teresópolis foi emancipada de Magé em 6 de julho de 1891, quando o governador Francisco Portela assinou o Decreto Estadual nº 280, de 6 de outubro de 1890, que elevou o distrito mageense de Santo Antônio do Paquequer a condição de município, além de nomear Jerônimo Roberto de Mesquita como intendente municipal, sendo o primeiro administrador. Além de Jerônimo, a intendência municipal ainda contava com outros quatro membros: Henrique Fernando Claussen, Francisco Pereira dos Santos Leal, Bebiano José da Silva e Sebastião José da Rocha.
Após o estado do Rio de Janeiro entrar em regime constitucional, promulgado em 9 de abril de 1892, ficou determinado que a Intendência Municipal deveria ser sucedida pela criação da Câmara Municipal de Vereadores. A primeira eleição ocorreu no mesmo ano, e os primeiros vereadores eleitos foram: Bandélio Joaquim Nogueira, Pedro Lopes de Oliveira, João Alves, Francisco Pereira dos Santos Leal, José Benedito Alves, Maxmino Porto, Henrique Claussen (presidente da primeira legislatura), Marciano José de Castro e Manoel Cardoso Leal (vereadores distritais).

### Administração do município anterior à criação da prefeitura (1891—1913)
| N.º                                                       | Nome                                            | Período do governo (duração do governo)                          | Notas e referências                             |
| Presidente da Intendência Municipal (1891—1892)           | Presidente da Intendência Municipal (1891—1892) | Presidente da Intendência Municipal (1891—1892)                  | Presidente da Intendência Municipal (1891—1892) |
| --------------------------------------------------------- | ----------------------------------------------- | ---------------------------------------------------------------- | ----------------------------------------------- |
| 1                                                         | Jerônimo Roberto de Mesquita                    | 6 de julho de 1891 até 1892                                      | [ nota 1 ]                                      |
| Presidentes da Câmara Municipal de Vereadores (1892—1913) |                                                 |                                                                  |                                                 |
| 2                                                         | Henrique Fernando Claussen                      | 1892 até 1898                                                    | [ nota 2 ]                                      |
| 3                                                         | Francisco Pereira dos Santos Leal               | 1899                                                             | [ 11 ] [ 12 ]                                   |
| 4                                                         | Antônio de Carvalho                             | 1900                                                             |                                                 |
| 5                                                         | Henrique Fernando Claussen                      | 1901                                                             |                                                 |
| 6                                                         | Antero Bastos de Araújo Bessa                   | 1902                                                             | [ 13 ]                                          |
| 7                                                         | Hygino Thomaz da Silveira                       | 1903 até 11 de julho de 1904                                     | [ 14 ]                                          |
| 8                                                         | Guilherme José Cardoso                          | 11 de julho de 1904 até 1906                                     | [ nota 3 ]                                      |
| 9                                                         | Hygino Thomaz da Silveira                       | 1907                                                             | [ 16 ]                                          |
| 10                                                        | Antônio de Carvalho                             | 1908 até 1910                                                    | [ 17 ] [ 18 ] [ 19 ]                            |
| 11                                                        | Antônio Alberto Silva                           | 1910                                                             | [ 20 ]                                          |
| 12                                                        | Hicrólio Garcia Terra                           | 7 de janeiro de 1911 até 30 de janeiro de 1912 (1 ano e 23 dias) | [ 21 ] [ nota 4 ]                               |
| 13                                                        | Leôncio Brunett Ribeiro                         | 30 de janeiro de 1912 até 2 de maio de 1913 (1 ano e 92 dias)    | [ 26 ] [ 27 ]                                   |

## Lista de prefeitos
| Ordem histórica e período do mandato                                                             | Ordem histórica e período do mandato                                                              | Prefeito                                                                                         | Prefeito                                                                                         | Partido                                                                                          | Partido                                                                                          | Eleição                                                                                          | Vice-prefeito(a)                                                                                 | Referências e notas                                                                              |
| Primeira República (15 de novembro de 1889 a 24 de outubro de 1930 – 40 anos, 11 meses e 9 dias) | Primeira República (15 de novembro de 1889 a 24 de outubro de 1930 – 40 anos, 11 meses e 9 dias)  | Primeira República (15 de novembro de 1889 a 24 de outubro de 1930 – 40 anos, 11 meses e 9 dias) | Primeira República (15 de novembro de 1889 a 24 de outubro de 1930 – 40 anos, 11 meses e 9 dias) | Primeira República (15 de novembro de 1889 a 24 de outubro de 1930 – 40 anos, 11 meses e 9 dias) | Primeira República (15 de novembro de 1889 a 24 de outubro de 1930 – 40 anos, 11 meses e 9 dias) | Primeira República (15 de novembro de 1889 a 24 de outubro de 1930 – 40 anos, 11 meses e 9 dias) | Primeira República (15 de novembro de 1889 a 24 de outubro de 1930 – 40 anos, 11 meses e 9 dias) | Primeira República (15 de novembro de 1889 a 24 de outubro de 1930 – 40 anos, 11 meses e 9 dias) |
| ------------------------------------------------------------------------------------------------ | ------------------------------------------------------------------------------------------------- | ------------------------------------------------------------------------------------------------ | ------------------------------------------------------------------------------------------------ | ------------------------------------------------------------------------------------------------ | ------------------------------------------------------------------------------------------------ | ------------------------------------------------------------------------------------------------ | ------------------------------------------------------------------------------------------------ | ------------------------------------------------------------------------------------------------ |
| 1                                                                                                | 2 de maio de 1913 até 1 de janeiro de 1915 (1 ano e 92 dias)                                      |                                                                                                  | Benjamin do Monte                                                                                |                                                                                                  | Nenhum                                                                                           | Nomeado pelo governador Oliveira Botelho                                                         | Cargo inexistente até 31 de janeiro de 1955                                                      | [ nota 5 ] [ 32 ]                                                                                |
| 2                                                                                                | 1915 até março de 1916                                                                            |                                                                                                  | Simões Corrêa                                                                                    | Nomeados pelo governador Nilo Peçanha                                                            | Nenhum                                                                                           | [ nota 6 ]                                                                                       | Cargo inexistente até 31 de janeiro de 1955                                                      |                                                                                                  |
| 3                                                                                                | março de 1916 até 1916                                                                            |                                                                                                  | Altivo Castellar Leite                                                                           | Nomeados pelo governador Nilo Peçanha                                                            | Nenhum                                                                                           | [ 38 ] [ 39 ] [ 40 ] [ 41 ] [ 42 ]                                                               | Cargo inexistente até 31 de janeiro de 1955                                                      |                                                                                                  |
| 4                                                                                                | 1916 até 1919                                                                                     |                                                                                                  | Sebastião Teixeira                                                                               | Nomeados pelo governador Nilo Peçanha                                                            | Nenhum                                                                                           | [ 43 ] [ 44 ] [ 45 ]                                                                             | Cargo inexistente até 31 de janeiro de 1955                                                      |                                                                                                  |
| 5                                                                                                | abril de 1920 até 1920                                                                            |                                                                                                  | Arthur Greenhalgh                                                                                | Nomeados pelo governador Raul Veiga                                                              | Nenhum                                                                                           | [ 46 ] [ 47 ] [ 48 ]                                                                             | Cargo inexistente até 31 de janeiro de 1955                                                      |                                                                                                  |
| 6                                                                                                | 1920                                                                                              |                                                                                                  | Simões Corrêa                                                                                    | Nomeados pelo governador Raul Veiga                                                              | Nenhum                                                                                           | [ 49 ]                                                                                           | Cargo inexistente até 31 de janeiro de 1955                                                      |                                                                                                  |
| 7                                                                                                | 1920 até 5 de maio de 1921                                                                        |                                                                                                  | Arthur Greenhalgh                                                                                | Nomeados pelo governador Raul Veiga                                                              | Nenhum                                                                                           | [ 50 ] [ 49 ]                                                                                    | Cargo inexistente até 31 de janeiro de 1955                                                      |                                                                                                  |
| 8                                                                                                | 5 de maio de 1921 até 19 de maio de 1923 (2 anos e 14 dias)                                       |                                                                                                  | Sebastião Teixeira                                                                               | Nomeados pelo governador Raul Veiga                                                              | Nenhum                                                                                           | [ 51 ] [ 52 ] [ nota 7 ] [ 54 ]                                                                  | Cargo inexistente até 31 de janeiro de 1955                                                      |                                                                                                  |
| 8                                                                                                | 5 de maio de 1921 até 19 de maio de 1923 (2 anos e 14 dias)                                       | 1922                                                                                             | Sebastião Teixeira                                                                               |                                                                                                  | Nenhum                                                                                           | [ 51 ] [ 52 ] [ nota 7 ] [ 54 ]                                                                  | Cargo inexistente até 31 de janeiro de 1955                                                      |                                                                                                  |
| 9                                                                                                | 19 de maio de 1923 até 7 de junho de 1923 (19 dias)                                               |                                                                                                  | Clóvis Salgado                                                                                   | Presidente da Câmara Municipal de Vereadores                                                     | Nenhum                                                                                           | [ nota 8 ]                                                                                       | Cargo inexistente até 31 de janeiro de 1955                                                      |                                                                                                  |
| 10                                                                                               | 7 de junho de 1923 até 26 de agosto de 1923 (80 dias)                                             |                                                                                                  | Fortunato Bulcão                                                                                 | Nomeados pelo governador Aurelino Leal                                                           | Nenhum                                                                                           | [ 56 ] [ 57 ] [ 58 ]                                                                             | Cargo inexistente até 31 de janeiro de 1955                                                      |                                                                                                  |
| 11                                                                                               | 7 de junho de 1923 até 23 de março de 1924 (290 dias)                                             |                                                                                                  | José de Oliveira Leite                                                                           | Nomeados pelo governador Aurelino Leal                                                           | Nenhum                                                                                           | [ 59 ] [ 60 ]                                                                                    | Cargo inexistente até 31 de janeiro de 1955                                                      |                                                                                                  |
| 12                                                                                               | 23 de março de 1924 até 11 de junho de 1924 (80 dias)                                             |                                                                                                  | Durval Brito e Silva                                                                             | Nomeado pelo governador Feliciano Sodré                                                          | Nenhum                                                                                           |                                                                                                  | Cargo inexistente até 31 de janeiro de 1955                                                      |                                                                                                  |
| 13                                                                                               | 11 de junho de 1924 até 1 de maio de 1927 (2 anos e 324 dias)                                     |                                                                                                  | Otávio Coimbra                                                                                   | 1924                                                                                             | Nenhum                                                                                           | [ 61 ] [ 62 ] [ 63 ]                                                                             | Cargo inexistente até 31 de janeiro de 1955                                                      |                                                                                                  |
| 14                                                                                               | 1 de maio de 1927 até 1 de janeiro de 1930 (2 anos e 245 dias)                                    |                                                                                                  | Euclydes Machado                                                                                 |                                                                                                  | PRF                                                                                              | 1927                                                                                             | Cargo inexistente até 31 de janeiro de 1955                                                      | [ nota 9 ] [ 66 ] [ 67 ]                                                                         |
| 15                                                                                               | 1 de janeiro de 1930 até 21 de dezembro de 1930 (354 dias)                                        |                                                                                                  | Nestor Pinto                                                                                     |                                                                                                  | Nenhum                                                                                           | 1929                                                                                             | Cargo inexistente até 31 de janeiro de 1955                                                      | [ nota 10 ] [ nota 11 ] [ 72 ] [ 73 ] [ 74 ]                                                     |
| Segunda República (24 de outubro de 1930 a 10 de novembro 1937 – 7 anos e 17 dias)               |                                                                                                   |                                                                                                  |                                                                                                  |                                                                                                  |                                                                                                  |                                                                                                  |                                                                                                  |                                                                                                  |
| 16                                                                                               | 21 de dezembro de 1930 até 2 de fevereiro de 1932 (1 ano e 44 dias)                               |                                                                                                  | Rubens Moitinho                                                                                  |                                                                                                  | Nenhum                                                                                           | Nomeado pelo interventor Plínio Casado                                                           | Cargo inexistente até 31 de janeiro de 1955                                                      | [ nota 12 ] [ 76 ] [ 77 ] [ 78 ] [ nota 13 ]                                                     |
| 17                                                                                               | 3 de fevereiro de 1932 até 20 de setembro de 1935 (3 anos e 229 dias)                             |                                                                                                  | José Ribeiro                                                                                     | Nomeados pelo interventor Ari Parreiras                                                          | Nenhum                                                                                           | [ nota 14 ] [ 83 ] [ 84 ]                                                                        | Cargo inexistente até 31 de janeiro de 1955                                                      |                                                                                                  |
| —                                                                                                | 20 de setembro de 1935 até 15 de dezembro de 1935 (86 dias)                                       |                                                                                                  | Waldemar de Assis Ribeiro                                                                        | Nomeados pelo interventor Ari Parreiras                                                          | Nenhum                                                                                           | [ nota 15 ] [ 88 ]                                                                               | Cargo inexistente até 31 de janeiro de 1955                                                      |                                                                                                  |
| 18                                                                                               | 15 de dezembro de 1935 até 15 de março de 1936 (275 dias)                                         |                                                                                                  | Augusto da Costa e Silva                                                                         | Nomeados pelo interventor Protógenes Guimarães                                                   | Nenhum                                                                                           | [ 89 ] [ 90 ] [ 91 ] [ 92 ]                                                                      | Cargo inexistente até 31 de janeiro de 1955                                                      |                                                                                                  |
| 19                                                                                               | 15 de março de 1936 até 23 de agosto de 1936 (161 dias)                                           |                                                                                                  | Paulo Torres                                                                                     | Nomeados pelo interventor Protógenes Guimarães                                                   | Nenhum                                                                                           | [ nota 16 ] [ 95 ] [ 96 ] [ 97 ]                                                                 | Cargo inexistente até 31 de janeiro de 1955                                                      |                                                                                                  |
| 20                                                                                               | 23 de agosto de 1936 até 10 de novembro de 1937 (1 ano e 79 dias)                                 |                                                                                                  | Olegário Bernardes                                                                               |                                                                                                  | PLT                                                                                              | 1936                                                                                             | Cargo inexistente até 31 de janeiro de 1955                                                      | [ nota 18 ] [ nota 19 ] [ 101 ] [ 102 ]                                                          |
| Terceira República (10 de novembro 1937 a 31 de janeiro de 1946 – 8 anos, 2 meses e 21 dias)     |                                                                                                   |                                                                                                  |                                                                                                  |                                                                                                  |                                                                                                  |                                                                                                  |                                                                                                  |                                                                                                  |
| 21                                                                                               | 10 de novembro de 1937[carece de fontes?] até 25 de dezembro de 1937[carece de fontes?] (45 dias) |                                                                                                  | Paulo Torres                                                                                     |                                                                                                  | Nenhum                                                                                           | Nomeados pelo interventor Amaral Peixoto                                                         | Cargo inexistente até 31 de janeiro de 1955                                                      | [ 106 ]                                                                                          |
| 22                                                                                               | 25 de dezembro de 1937 até 2 de agosto de 1939 (1 ano e 220 dias)                                 |                                                                                                  | Egon Prates                                                                                      | [ nota 21 ] [ 108 ] [ 109 ]                                                                      | Nenhum                                                                                           | Nomeados pelo interventor Amaral Peixoto                                                         | Cargo inexistente até 31 de janeiro de 1955                                                      |                                                                                                  |
| 23                                                                                               | 2 de agosto de 1939 até 5 de julho de 1941 (1 ano e 337 dias)                                     |                                                                                                  | Waldemar Ribeiro                                                                                 | Nomeado pelo interventor Alfredo Neves                                                           | Nenhum                                                                                           | [ nota 22 ] [ 111 ] [ 112 ] [ 113 ]                                                              | Cargo inexistente até 31 de janeiro de 1955                                                      |                                                                                                  |
| 24                                                                                               | 5 de julho de 1941 até 27 de fevereiro de 1945 (3 anos e 237 dias)                                |                                                                                                  | Lauro Antunes                                                                                    | Nomeados pelo interventor Amaral Peixoto                                                         | Nenhum                                                                                           | [ nota 23 ] [ 115 ] [ 116 ]                                                                      | Cargo inexistente até 31 de janeiro de 1955                                                      |                                                                                                  |
| 25                                                                                               | 27 de fevereiro de 1945 até 13 de novembro de 1945 (259 dias)                                     |                                                                                                  | Roger Malhardes                                                                                  | Nomeados pelo interventor Amaral Peixoto                                                         | Nenhum                                                                                           | [ nota 24 ] [ 119 ]                                                                              | Cargo inexistente até 31 de janeiro de 1955                                                      |                                                                                                  |
| 25                                                                                               | 27 de fevereiro de 1945 até 13 de novembro de 1945 (259 dias)                                     | PSP                                                                                              | Roger Malhardes                                                                                  | Nomeados pelo interventor Amaral Peixoto                                                         |                                                                                                  | [ nota 24 ] [ 119 ]                                                                              | Cargo inexistente até 31 de janeiro de 1955                                                      |                                                                                                  |
| 26                                                                                               | 13 de novembro de 1945 até 18 de fevereiro de 1946 (97 dias)                                      |                                                                                                  | Agnaldo Figueiredo                                                                               |                                                                                                  | Sem informações                                                                                  | —                                                                                                | Cargo inexistente até 31 de janeiro de 1955                                                      |                                                                                                  |
| Quarta República (31 de janeiro de 1946 a 2 de abril de 1964 – 18 anos, 2 meses e 2 dias)        |                                                                                                   |                                                                                                  |                                                                                                  |                                                                                                  |                                                                                                  |                                                                                                  |                                                                                                  |                                                                                                  |
| 27                                                                                               | 18 de fevereiro de 1946 até 14 de outubro de 1946 (238 dias)                                      |                                                                                                  | Roger Malhardes                                                                                  |                                                                                                  | PSP                                                                                              | Nomeado pelo interventor Lúcio Meira                                                             | Cargo inexistente até 31 de janeiro de 1955                                                      | [ nota 25 ]                                                                                      |
| 28                                                                                               | 14 de outubro de 1946 até 21 de março de 1947 (158 dias)                                          |                                                                                                  | Francisco Pereira Netto                                                                          |                                                                                                  | PSD                                                                                              | Nomeado pelo interventor Hugo Silva                                                              | Cargo inexistente até 31 de janeiro de 1955                                                      | [ nota 26 ] [ 122 ]                                                                              |
| 29                                                                                               | 21 de março de 1947 até 25 de julho de 1947 (126 dias)                                            |                                                                                                  | Américo da Costa Lima                                                                            |                                                                                                  | Sem informações                                                                                  | Nomeados pelo governador Edmundo de Macedo                                                       | Cargo inexistente até 31 de janeiro de 1955                                                      |                                                                                                  |
| 30                                                                                               | 25 de julho de 1947 até 8 de outubro de 1947 (75 dias)                                            |                                                                                                  | Fernando Pimentel                                                                                | [ 123 ]                                                                                          | Sem informações                                                                                  | Nomeados pelo governador Edmundo de Macedo                                                       | Cargo inexistente até 31 de janeiro de 1955                                                      |                                                                                                  |
| 31                                                                                               | 8 de outubro de 1947 até 31 de janeiro de 1951 (3 anos e 115 dias)                                |                                                                                                  | José Janotti                                                                                     |                                                                                                  | PSD                                                                                              | 1947                                                                                             | Cargo inexistente até 31 de janeiro de 1955                                                      | [ nota 27 ] [ 125 ]                                                                              |
| 32                                                                                               | 31 de janeiro de 1951 até 31 de janeiro de 1955 (4 anos)                                          |                                                                                                  | Roger Malhardes                                                                                  |                                                                                                  | PSD                                                                                              | 1950                                                                                             | Cargo inexistente até 31 de janeiro de 1955                                                      | [ 129 ]                                                                                          |
| 32                                                                                               | 31 de janeiro de 1951 até 31 de janeiro de 1955 (4 anos)                                          | PSP                                                                                              | Roger Malhardes                                                                                  |                                                                                                  |                                                                                                  | 1950                                                                                             | Cargo inexistente até 31 de janeiro de 1955                                                      | [ 129 ]                                                                                          |
| 33                                                                                               | 31 de janeiro de 1955 até 31 de janeiro de 1959 (4 anos)                                          |                                                                                                  | José Janotti                                                                                     |                                                                                                  | PSD                                                                                              | 1954                                                                                             | Osvaldo Pereira                                                                                  | [ 131 ]                                                                                          |
| 34                                                                                               | 31 de janeiro de 1959 até 31 de janeiro de 1963 (4 anos)                                          |                                                                                                  | Omar de Magalhães                                                                                |                                                                                                  | PSD                                                                                              | 1958                                                                                             | Irineu Dias                                                                                      |                                                                                                  |
| 35                                                                                               | 31 de janeiro de 1963 até 31 de janeiro de 1967 (4 anos)                                          |                                                                                                  | Flávio Bortoluzzi                                                                                |                                                                                                  | PTB                                                                                              | 1962                                                                                             | Avelar Silva                                                                                     | [ nota 29 ] [ 136 ]                                                                              |
| Quinta República (2 de abril de 1964 a 15 de março de 1985 – 20 anos, 11 meses e 13 dias)        |                                                                                                   |                                                                                                  |                                                                                                  |                                                                                                  |                                                                                                  |                                                                                                  |                                                                                                  |                                                                                                  |
| 36                                                                                               | 31 de janeiro de 1967 até 31 de janeiro de 1971 (4 anos)                                          |                                                                                                  | Waldir Barbosa                                                                                   |                                                                                                  | ARENA                                                                                            | 1966                                                                                             | Pedro Jahara                                                                                     | [ nota 30 ] [ 139 ]                                                                              |
| 37                                                                                               | 31 de janeiro de 1971 até 31 de janeiro de 1973 (2 anos)                                          |                                                                                                  | Flávio Bortoluzzi                                                                                |                                                                                                  | ARENA                                                                                            | 1970                                                                                             | Abel Cunha                                                                                       | [ nota 31 ]                                                                                      |
| 38                                                                                               | 31 de janeiro de 1973 até 31 de janeiro de 1977 (4 anos)                                          |                                                                                                  | Roger Malhardes                                                                                  |                                                                                                  | MDB                                                                                              | 1972                                                                                             | Cezar Mattar                                                                                     | [ nota 32 ]                                                                                      |
| 39                                                                                               | 31 de janeiro de 1977 até 5 de maio de 1982 (5 anos e 94 dias)                                    |                                                                                                  | Pedro Jahara                                                                                     |                                                                                                  | ARENA                                                                                            | 1976                                                                                             | Luiz Barbosa                                                                                     | [ nota 34 ] [ nota 35 ] [ nota 36 ]                                                              |
| 39                                                                                               | 31 de janeiro de 1977 até 5 de maio de 1982 (5 anos e 94 dias)                                    | PPB/MDB                                                                                          | Pedro Jahara                                                                                     |                                                                                                  |                                                                                                  | 1976                                                                                             | Luiz Barbosa                                                                                     | [ nota 34 ] [ nota 35 ] [ nota 36 ]                                                              |
| 40                                                                                               | 5 de maio de 1982 até 31 de janeiro de 1983 (271 dias)                                            |                                                                                                  | Luiz Barbosa                                                                                     |                                                                                                  | MDB                                                                                              | 1976                                                                                             | Vago após 5 de maio de 1982                                                                      | [ nota 39 ]                                                                                      |
| 41                                                                                               | 31 de janeiro de 1983 até 1 de janeiro de 1989 (6 anos e 336 dias)                                |                                                                                                  | Celso Dalmaso                                                                                    |                                                                                                  | MDB                                                                                              | 1982                                                                                             | Waldir Barbosa                                                                                   | [ nota 40 ] [ 156 ] [ 157 ]                                                                      |
| Sexta República (15 de março de 1985 à atualidade – 40 anos e 3 dias)                            |                                                                                                   |                                                                                                  |                                                                                                  |                                                                                                  |                                                                                                  |                                                                                                  |                                                                                                  |                                                                                                  |
| 42                                                                                               | 1 de janeiro de 1989 até 1 de janeiro de 1993 (3 anos e 365 dias)                                 |                                                                                                  | Mário Tricano                                                                                    |                                                                                                  | PSB                                                                                              | 1988                                                                                             | Roberto Rocha                                                                                    | [ nota 41 ]                                                                                      |
| —                                                                                                | 31 de dezembro de 1992 até 1 de janeiro de 1993 (1 dia)                                           |                                                                                                  | Roberto Rocha                                                                                    |                                                                                                  | MDB                                                                                              | 1988                                                                                             | Vago por um dia                                                                                  | [ nota 42 ]                                                                                      |
| 43                                                                                               | 1 de janeiro de 1993 até 1 de janeiro de 1997 (4 anos)                                            |                                                                                                  | Luiz Barbosa                                                                                     |                                                                                                  | MDB                                                                                              | 1992                                                                                             | Carlos Marenga                                                                                   | [ 164 ] [ 165 ]                                                                                  |
| 44                                                                                               | 1 de janeiro de 1997 até 1 de abril de 2003 (6 anos e 90 dias)                                    |                                                                                                  | Mário Tricano                                                                                    |                                                                                                  | PSD                                                                                              | 1996                                                                                             | Afaf Ribeiro                                                                                     | [ nota 44 ] [ nota 45 ] [ nota 46 ]                                                              |
| 44                                                                                               | 1 de janeiro de 1997 até 1 de abril de 2003 (6 anos e 90 dias)                                    |                                                                                                  | Mário Tricano                                                                                    | MDB                                                                                              | 2000                                                                                             | Roberto Petto                                                                                    |                                                                                                  | [ nota 44 ] [ nota 45 ] [ nota 46 ]                                                              |
| 45                                                                                               | 1 de abril de 2003 até 1 de janeiro de 2009 (5 anos e 275 dias)                                   |                                                                                                  | Roberto Petto                                                                                    |                                                                                                  | 2000                                                                                             | PDT                                                                                              | Vago após 1 de abril de 2003                                                                     | [ nota 48 ] [ nota 49 ]                                                                          |
| 45                                                                                               | 1 de abril de 2003 até 1 de janeiro de 2009 (5 anos e 275 dias)                                   | 2004                                                                                             | Roberto Petto                                                                                    | Afaf Ribeiro                                                                                     |                                                                                                  | PDT                                                                                              |                                                                                                  | [ nota 48 ] [ nota 49 ]                                                                          |
| 46                                                                                               | 1 de janeiro de 2009 até 5 de agosto de 2011 (2 anos e 216 dias)                                  |                                                                                                  | Jorge Mário                                                                                      |                                                                                                  | PT                                                                                               | 2008                                                                                             | Roberto Pinto                                                                                    | [ nota 50 ]                                                                                      |
| 46                                                                                               | 1 de janeiro de 2009 até 5 de agosto de 2011 (2 anos e 216 dias)                                  | Nenhum                                                                                           | Jorge Mário                                                                                      |                                                                                                  |                                                                                                  | 2008                                                                                             | Roberto Pinto                                                                                    | [ nota 50 ]                                                                                      |
| 47                                                                                               | 5 de agosto de 2011 até 7 de agosto de 2011 (2 dias)                                              |                                                                                                  | Roberto Pinto                                                                                    |                                                                                                  | PR                                                                                               | 2008                                                                                             | Vago após 5 de agosto de 2011                                                                    | [ nota 52 ] [ nota 53 ]                                                                          |
| 48                                                                                               | 4 de agosto de 2011 até 29 de outubro de 2015 (4 anos e 86 dias)                                  |                                                                                                  | Arlei Rosa                                                                                       |                                                                                                  | MDB                                                                                              | —                                                                                                | Vago após 5 de agosto de 2011                                                                    | [ nota 54 ] [ nota 55 ]                                                                          |
| 48                                                                                               | 4 de agosto de 2011 até 29 de outubro de 2015 (4 anos e 86 dias)                                  | 2012                                                                                             | Arlei Rosa                                                                                       | Márcio Catão                                                                                     | MDB                                                                                              |                                                                                                  |                                                                                                  | [ nota 54 ] [ nota 55 ]                                                                          |
| 49                                                                                               | 29 de outubro de 2015 até 20 de janeiro de 2016 (83 dias)                                         | 2012                                                                                             |                                                                                                  | Márcio Catão                                                                                     |                                                                                                  | PSD                                                                                              | Vago após 29 de outubro de 2015                                                                  | [ nota 56 ]                                                                                      |
| 50                                                                                               | 21 de janeiro de 2016 até 4 de abril de 2018 (2 anos e 73 dias)                                   | 2012                                                                                             |                                                                                                  | Mário Tricano                                                                                    |                                                                                                  | PP                                                                                               | Sandro Dias                                                                                      | [ nota 57 ] [ nota 58 ]                                                                          |
| 50                                                                                               | 21 de janeiro de 2016 até 4 de abril de 2018 (2 anos e 73 dias)                                   | 2016                                                                                             |                                                                                                  | Mário Tricano                                                                                    |                                                                                                  | PP                                                                                               | Sandro Dias                                                                                      | [ nota 57 ] [ nota 58 ]                                                                          |
| 51                                                                                               | 4 de abril de 2018 até 3 de julho de 2018 (90 dias)                                               |                                                                                                  | Pedro Gil                                                                                        |                                                                                                  | PP                                                                                               | —                                                                                                | Vago após 4 de abril de 2020                                                                     | [ nota 59 ]                                                                                      |
| 52                                                                                               | 3 de julho de 2018 (6 anos e 181 dias)                                                            |                                                                                                  | Vinicius Claussen                                                                                |                                                                                                  | Cidadania                                                                                        | 2018                                                                                             | Ari Boulanger                                                                                    | [ nota 60 ] [ nota 61 ]                                                                          |
| 52                                                                                               | 3 de julho de 2018 (6 anos e 181 dias)                                                            |                                                                                                  | Vinicius Claussen                                                                                | PSC                                                                                              | 2020                                                                                             |                                                                                                  | Ari Boulanger                                                                                    | [ nota 60 ] [ nota 61 ]                                                                          |
| 52                                                                                               | 3 de julho de 2018 (6 anos e 181 dias)                                                            | PL                                                                                               | Vinicius Claussen                                                                                |                                                                                                  | 2020                                                                                             |                                                                                                  | Ari Boulanger                                                                                    | [ nota 60 ] [ nota 61 ]                                                                          |
| 53                                                                                               | 1.º de janeiro de 2025 até (76 dias até o momento)                                                |                                                                                                  | Leonardo Vasconcellos                                                                            |                                                                                                  | UNIÃO                                                                                            | 2024                                                                                             | Dra. Afaf Ribeiro                                                                                | [ nota 62 ]                                                                                      |